# ハイランズ郡 (フロリダ州)
ハイランズ郡（英: Highlands County）は、アメリカ合衆国フロリダ州のフロリダ半島中央部に位置する郡である。人口は10万1235人（2020年）。郡庁所在地はシブリングであり、同郡で人口最大の都市である。
ハイランズ郡はその全体でシブリング都市圏を構成している。

## 歴史
ハイランズ郡は1921年にデソト郡から分離して設立された。郡名はこの地域の地形を表現している。2012年時点で、平均年齢では国内5番目に高い郡となった。2012年6月、熱帯低気圧デビーから生まれた竜巻では1人が死亡した。

## 地理
アメリカ合衆国国勢調査局に拠れば、郡域全面積は1,106.28平方マイル (2,865.3 km2)であり、このうち陸地1,028.27平方マイル (2,663.2 km2)、水域は78.01平方マイル (202.0 km2)で水域率は7.05%である。

### 隣接する郡
- オセオラ郡 - 北東
- オキーチョビー郡 - 東
- グレーズ郡 - 南
- シャーロット郡 - 南西
- デソト郡 - 西
- ハーディ郡 - 西
- ポーク郡 - 北

### 国立保護地域
- ウェールズ湖リッジ国立野生生物保護区（部分）

## 人口動態
以下は2000年国勢調査による人口統計データである。
| 基礎データ - 人口: 87,366人 - 世帯数: 37,471 世帯 - 家族数: 25,780 家族 - 人口密度: 33人/km2（85人/mi2） - 住居数: 48,846軒 - 住居密度: 18軒/km2（48軒/mi2） 人種別人口構成 - 白人: 83.47% - アフリカン・アメリカン: 9.33% - ネイティブ・アメリカン: 0.44% - アジア人: 1.05% - 太平洋諸島系: 0.03% - その他の人種: 4.14% - 混血: 1.53% - ヒスパニック・ラテン系: 12.07% 年齢別人口構成 - 18歳未満: 19.2% - 18-24歳: 6.3% - 25-44歳: 19.3% - 45-64歳: 22.2% - 65歳以上: 33.0% - 年齢の中央値: 50歳 - 性比（女性100人あたり男性の人口） - 総人口: 95.2 - 18歳以上: 92.2 | 世帯と家族（対世帯数） - 18歳未満の子供がいる: 20.0% - 結婚・同居している夫婦: 57.2% - 未婚・離婚・死別女性が世帯主: 8.5% - 非家族世帯: 31.2% - 単身世帯: 26.3% - 65歳以上の老人1人暮らし: 16.7% - 平均構成人数 - 世帯: 2.30人 - 家族: 2.70人 収入と家計 - 収入の中央値 - 世帯: 30,160米ドル - 家族: 35,647米ドル - 性別 - 男性: 26,811米ドル - 女性: 20,725米ドル - 人口1人あたり収入: 17,222米ドル - 貧困線以下 - 対人口: 15.2% - 対家族数: 10.2% - 18歳未満: 25.6% - 65歳以上: 7.4% |

## 都市と町

### 法人化自治体
- シブリング - 郡庁所在地
- エイボンパーク
- レイクプラシッド

### 未編入の町
- エイボンパークレイクス
- ブライトン
- コーンウェル
- デソトシティ
- フォートベイジンガー
- フォートキシミー
- ヒコラ
- ロリーダ
- プラシッドレイクス
- スプリングレイク
- サンヌレイクオブシブリング
- シルバンショアーズ
- ビーナス

## 政治
| 年     | 共和党 | 民主党 | その他 |
| ------ | ------ | ------ | ------ |
| 2008年 | 58.4%  | 40.4%  | 1.3%   |
| 2004年 | 62.4%  | 37.0%  | 0.6%   |
| 2000年 | 57.5%  | 40.3%  | 2.2%   |

### 政府関連
- Highlands County Board of County Commissioners official website
- Highlands County Supervisor of Elections
- Highlands County Property Appraiser
- Highlands County Tax Collector

### 特殊地区
- Highlands County Public Schools
- South Florida Water Management District
- Southwest Florida Water Management District
- Heartland Library Cooperative

### 司法関連
- Highlands County Clerk of Courts
- Public Defender, 10th Judicial Circuit of Florida serving Hardee, Highlands, and Polk counties
- Office of the State Attorney, 10th Judicial Circuit of Florida[リンク切れ]
- Circuit and County Court for the 10th Judicial Circuit of Florida

### 観光
- Highlands County Convention and Visitors Bureau
- Highlands Hammock State Park

座標: 北緯27度20分 西経81度20分 / 北緯27.34度 西経81.34度